# アイマール・シェール
アイマール・アザール・シェール (Aimar Hazar Sher , 2002年12月20日 - )は、イラク・キルクーク県キルクーク出身のスウェーデン人サッカー選手。エリテセリエン・サルプスボルグ08所属。ポジションはMF。

## クラブ経歴
ストックホルムのクラブチームを渡り歩いた後、2013年にハンマルビーIFのユースアカデミーに入所。2019年に16歳でトップチームに昇格。8月21日のスウェーデンカップのIFKルレア戦でプロデビュー。11月20日に正式にプロ契約を締結。2020年シーズンよりトップチームに登録。同年11月1日のBKヘッケン戦でプロ初ゴールを記録。同年シーズンは20試合1ゴールを記録。更にスウェーデンカップ優勝を経験した。
2021年8月17日、スペツィア・カルチョと5年契約を締結したことが発表された。
2023年1月17日、2022-23シーズン終了までエールディヴィジのFCフローニンゲンにレンタル移籍をした。

## 代表経歴
プロデビュー前の2018年から2021年まで世代別のスウェーデン代表に招集されていた。

## 人物
- 2002年にイラクのキルクークで出生。幼少期に家族と共にスウェーデンに移住し、ストックホルムで育つ。
- 『アイマール』(Aimar)の名は、パブロ・アイマールに因んで名付けられた[6]。